# Futbol Club Badalona Women
Ne doit pas être confondu avec Levante UD.
Actualités
Le FC Badalona Women est un club de football espagnol basé à Badalone en Catalogne. Il évolue actuellement en Liga F.

## Histoire
Le Levante Las Planas est créée en 1998 dans le quartier de Las Planas à Sant Joan Despí. Après une promotion obtenue face au Tacuense, le club évolue en première division de 2012 à 2014, avant de redescendre dans les divisions inférieures. En 2021-2022, l'équipe est promue en deuxième division, mais parvient néanmoins à jouer dans le haut du tableau. Lors de la dernière journée, Levante Las Planas joue la première place du groupe nord, synonyme de promotion en D1, face à l'Espanyol, une équipe largement plus expérimentée, mais s'impose largement (3-0). Après trois promotions en quatre ans, Levante Las Planas fait son retour en Liga F, le nouveau nom de la première division féminine désormais professionnelle.
En juillet 2024, le club signe un accord de collaboration avec le CF Badalona et prend le nom de FC Levante Badalona. Le club déménage également au Nou Municipal, le stade de Badalone.